# Sark
Sark (en francès, Sercq; en Sercquiais, Sèr) és una petita illa de les illes Anglonormandes, i forma part de la batllia de Guernsey. És l'estat independent més petit de la Mancomunitat Britànica de Nacions i fou un dels últims bastions del feudalisme al món occidental, fins que hi fou abolit, l'any 2008.

## Economia
Té una superfície de 5 km² i una població aproximada de 600 habitants, que augmenta fins a uns 1.000 durant l'estiu. L'ús de cotxes està prohibit a l'illa, i són substituïts per bicicletes, cotxes de cavalls i tractors. La principal font d'ingressos de la població és el turisme.

## Geografia
L'illa està formada per Gran Sark (al nord) i Petita Sark (al sud), que estan connectades per un estret i elevat istme amb una amplada d'uns 3 m i una altitud de 92. El 1900 s'hi van posar passamans de protecció; fins llavors, els nens l'havien de travessar agenollats per evitar que el vent els llencés cap al precipici.
Actualment hi ha una carretera de formigó, construïda per presoners de guerra alemanys, sota la direcció del cos d'enginyers de la Gran Bretanya. La petita illa de Brecqhou, situada a l'est, també forma part de Sark. És una illa privada i està tancada als visitants.

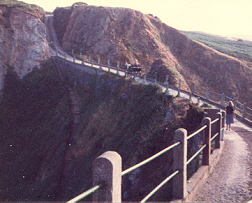
Vista de l'istme de La Coupé, que connecta les dues parts de l'illa

## Política i societat
Sark és considerat l'últim estat feudal d'Europa. El seignour de Sark és el cap del govern feudal de l'illa. Moltes de les lleis, especialment les que tenen relació amb l'herència i el paper del seignour, han canviat poc des que van ser redactades, el 1565, sota el govern de la reina Elisabet I d'Anglaterra.
La constitució de Sark fou democratitzada fa uns anys, després de la mort de Sybil Hathaway, dama de Sark, i ara els chief pleas, que són membres escollits de la legislatura, tenen més poder.
El 2003, el chief pleas votaren per canviar la prohibició del divorci i van concedir el poder de permetre els divorcis al tribunal reial de Guernsey. Fins a la data hi ha hagut 22 seignours de Sark i dos representants alemanys. El seignour actual de Sark (2005) és John Michael Beaumont, que va heretar el càrrec de la seva mare, Sybil Hathaway.
El 16 de gener de 2008 i el 21 de febrer de 2008, el Chief Pleas va aprovar una llei per reformar aquesta institució com a cambra de 30 membres, amb 28 membres elegits en eleccions a tota l'illa, un membre hereditari (Seigneur) i un membre (Senescal) nomenat per vida. El Consell Privat del Regne Unit va aprovar les reformes de la llei Sark el 9 d'abril de 2008. Les primeres eleccions sota la nova llei es van celebrar el desembre de 2008 i la nova cambra es va convocar per primera vegada el gener de 2009.